# Oxyntès
Dans la mythologie grecque, Oxyntès, fils de Démophon et de Phyllis, est le treizième roi légendaire d'Athènes. Il a deux fils, Aphéidas et Thymétès qui lui succèdent sur le trône.

## Source
- Pausanias, Description de la Grèce [détail des éditions] [lire en ligne] (II, 18, 9).